# Timothée Patot
Timothée Patot est un éducateur et publiciste français né le 19 novembre 1792 à Marseille, où il est mort le 4 avril 1878.

## Biographie
Jean-Baptiste Antoine Timothée Patot est le fils de Jean-Baptiste Antoine Patot, négociant marseillais, et de Marie Jeanne Ferrandy (nièce de l'amiral de Vence). 
Il suit sa scolarité au collège de Marseille et est diplômé bachelier ès lettres.
À partir de 1821, il devient chef d'institution, fondant et dirigeant le grand pensionnat Saint-Augustin, situé boulevard du Musée à Marseille. Seul pensionnat marseillais à devenir établissement de plein exercice en 1850, année du vote de la loi Falloux, il prend alors le nom d'Institution Saint-Augustin et attire la haute société marseillaise (les familles Honnorat, Rozan, de Campou, de Laboulie, Marius et Lazare Olive, Alphandéry, Abram, etc), devenant la principale institution catholique de la ville.
À la fin de l'année 1830, à son domicile de la rue de Rome, se tient une réunion avec  Pierre Jean-Baptiste Albrand (avocat et avoué, adjoint au maire), Marius Olive (imprimeur) et Aimé Taix (financier), durant laquelle il est décidé de fonder un organe de défense légitimiste. Patot dirige la rédaction d'un numéro spécimen, publié au mois de décembre 1830. La Gazette du Midi, quotidien catholique et légitimiste marseillais, relais en Provence de La Gazette de France et de La Quotidienne, est ainsi fondée. Le quotidien est publié de janvier 1831 à 1914. Henry Abel en devient rédacteur en chef, Patot le président du comité de direction et l'un des rédacteurs et meurt doyen de la presse marseillaise.
Membre de l'Académie de Marseille élu en 1843 (au 18e fauteuil), il est élu président de l'Académie de Marseille en 1856,
Il meurt le 4 avril 1878, à Marseille. À cette occasion, le comte de Chambord fait écrire par le marquis de Foresta une lettre à sa famille qui est publiée notamment dans le journal catholique L'Univers.
Il avait été fait chevalier de 1re classe de l'ordre royal de François Ier et de la Légion d'honneur.
Marié avec Mlle Reboul, fille d'Antoine Félix Timothée Reboul, négociant, et de Thérèse Agnès Sophie de Cabrières, et petit-fille du premier échevin Joseph Jacques Reboul, leur fils, Gustave Patot, deviendra directeur de l'école Sainte-Geneviève (rue Lhomond à Paris) et secrétaire de l'Assemblée générale des comités catholiques de France.

## Publications
- Une famille marseillaise. Yves Albrand et ses fils (1769-1867). Notice biographique (1870)
- Séance publique de l'académie de Marseille du 24 mai 1857. Réponse de M. Patot, président, au discours de réception de M. Laforêt. Témoignages de regrets et de sympathie donnés à la mémoire de MM. Catelin, Dieuset,... anciens membres de l'Académie (1858)
- L'Éducation et la société (1852)
- Quelques réflexions sur l'instruction publique (1841)
- Abécédaire en tableaux, ou Nouvelle méthode de lecture (1829)
- Essai sur l'art d'apprendre à lire, suivi d'une nouvelle méthode de lecture (1829)

### Sources
- « Patot (Jean-Baptiste-Antoine-Timothée) », in Paul Masson, Les Bouches-du-Rhône : encyclopédie départementale, volume 11, Archives départementales des Bouches-du-Rhône, 1913
- Le Caducée, volumes 7 à 8, 1883
- Constant Vautravers, Alex Mattalia, Des journaux et des hommes : du XVIIIe au XXIe siècle, à Marseille et en Provence, Barthélemy, 1994